# Greatest Hits: The Atlantic Years
Greatest Hits: The Atlantic Years é a primeira compilação da banda P.O.D., lançado em 2006, conta com 3 faixas inéditas e mais 14 já lançadas em álbuns anteriores da banda.
É o último CD antes da volta de Marcos Curiel,[carece de fontes?] e o último com a gravadora Atlantic Records.
| Críticas profissionais                                                      | Críticas profissionais |
| Avaliações da crítica                                                       | Avaliações da crítica  |
| Fonte                                                                       | Avaliação              |
| --------------------------------------------------------------------------- | ---------------------- |
| allmusic                                                                    | [ 1 ]                  |
| Artistdirect                                                                | [ 2 ]                  |
| Jesus Freak Hideout                                                         | [ 3 ]                  |
| Christianity Today                                                          | [ 4 ]                  |
| Cross Rhythms                                                               | [ 5 ]                  |
| Esta tabela precisa de ser acompanhada por texto em prosa. Consulte o guia. |                        |

## Faixas
1. "Southtown" - 4:08
2. "Boom" - 3:07
3. "Going in Blind" - 4:28
4. "Roots in Stereo" - 4:43
5. "Alive" - 3:23
6. "Youth of the Nation" - 4:18
7. "Sleeping Awake" - 3:24
8. "Rock the Party (Off The Hook)" - 3:27
9. "Lights Out" - 2:46
10. "Goodbye for Now" - 4:33
11. "Execute the Sounds" - 3:01
12. "Will You" - 3:47
13. "Truly Amazing" - 3:03
14. "Satellite" - 3:32
15. "Set Your Eyes to Zion" - 4:08
16. "Here We Go" - 3:28
17. "If It Wasn't For You" - 3:38

## Singles
1. "Going in Blind" (2006)